# Jeon So-yeon
Jeon So-yeon (em coreano: 전소연/田小娟; romaniz.: Jeon So-yeon/Chŏn So-yŏn; nascida em Gaepo-dong, Gangnam, Seul, Coreia do Sul em 26 de agosto de 1998), mais frequentemente creditada na carreira musical apenas como Soyeon (em coreano: 소연/小娟; romaniz.: So-yeon/So-yŏn), é uma cantora, rapper, compositora, produtora musical, dançarina e coreógrafa sul-coreana agenciada pela Cube Entertainment desde 2016. Ela é integrante do girl group sul coreano I-DLE. Ficou popularmente conhecida por ter competido nos reality shows Produce 101 e Unpretty Rapstar 3. Soyeon é a primeira idol sul-coreana a escrever um mini-álbum inteiro sozinha para um girl group, de acordo com os créditos das músicas do EP "I Trust" do seu grupo, lançado digitalmente em 6 de abril de 2020, e fisicamente em 7 de abril de 2020, pela Cube Entertainment. Além disso, Jeon Soyeon também faz parte de mais dois grupos virtuais: K/DA, um grupo feminino de K-pop, formado em 2018, e True Damage, um grupo de hip-hop, ambos de origem e autoridade da Riot Games, inseridos no universo de League of Legends. A cantora também fez um álbum em sua carreira solo, chamado "Windy", seu nome em inglês e alter ego. Neste álbum, Soyeon fez uma música, com a participação de Lee Young Ji e BIBI, tendo seu nome de "Is the bad ******* number?".

## Carreira
Em 22 de janeiro de 2016, Soyeon apareceu como estagiária representando sua empresa Cube Entertainment no reality show da Mnet Produce 101. Ela permaneceu como uma popular e proeminente concorrente durante a exibição do programa, ficando na décima colocação no quinto episódio. Porém, no episódio final do Produce 101, Soyeon ficou na vigésima posição no ranking do programa, não conseguindo sua vaga como uma das onze integrantes do grupo projeto I.O.I. No mesmo ano, Soyeon se tornou concorrente na competição Unpretty Rapstar. Soyeon ficou em terceiro lugar no programa, ganhando três faixas exclusivas no álbum de estúdio do programa.
Em 29 de dezembro de 2016, Soyeon assinou um contrato exclusivo como artista da Cube Entertainment. Sua estreia como solista ocorreu em 5 de novembro de 2017 com o lançamento do single digital Jelly. Em 11 de janeiro de 2018, foi anunciado que Soyeon iria estrear como integrante do novo grupo feminino da Cube Entertainment. No dia 2 de maio de 2018 ocorreu sua estreia no mais novo girl-group da Cube Entertaiment, intitulado (G)I-DLE, constituído por 6 membros: MiYeon, Minnie, SooJin, Soyeon, YuQi e Shuhua Em 8 de agosto, foi anunciado que Soyeon participaria de um projeto de grupo de garotas chamado Station Young para SM Station X 0, juntamente com Seulgi de Red Velvet, Chungha e SinB de GFriend.
Ainda em 2018, Soyeon entra em um novo grupo musical, chamado K/DA, criado pela Riot Games onde ela faz a voz da personagem Akali. O grupo lançou em 2018 um single chamado POP/STARS, a música atingiu o topo da parada de vendas digitais da Billboard. 
Posteriormente, em 2019, Soyeon aparece em mais um grupo musical, chamado True Damage e também criado pela Riot Games, dando voz a personagem Akali, novamente. O grupo é de hip-hop e tem um single chamado Giants. 
Em 2020 o grupo K/DA faz o comeback com o single The Baddest e anuncia um EP que será lançado no final do mesmo ano.

## Discografia

### Singles
| Título                                                                                   | Ano                    | Melhor posição         | Vendas                 | Album                  |
| Título                                                                                   | Ano                    | KOR                    | Vendas                 | Album                  |
| Como artista principal                                                                   | Como artista principal | Como artista principal | Como artista principal | Como artista principal |
| ---------------------------------------------------------------------------------------- | ---------------------- | ---------------------- | ---------------------- | ---------------------- |
| "Children's Day" (어린이의 하루) (featuring Superbee)                                    | 2016                   | —                      | —                      | Unpretty Rapstar 3     |
| "Smile" (웃어) (featuring Davii)                                                         | 2016                   | —                      | —                      | Unpretty Rapstar 3     |
| "Jelly"                                                                                  | 2017                   | —                      | —                      | Lançamento sem álbum   |
| "Idle Song" (아이들 쏭)                                                                  | 2018                   | —                      | —                      | Lançamento sem álbum   |
| Colaborações                                                                             |                        |                        |                        |                        |
| "Scary" (무서워) (com Nada)                                                              | 2016                   | 29                     | - COR: 65,910          | Unpretty Rapstar 3     |
| "Mermaid" com Lee Min-hyuk, Peniel, Jung Il-hoon, Jang Ye-eun e Wooseok)                 | 2018                   | —                      | —                      | ONE                    |
| "Wow Thing" (com Seulgi, SinB, e Chungha)                                                | 2018                   | TBA                    | Station X 0            |                        |
| "—" indica lançamentos que não figuraram nas paradas ou não foram lançados nessa região. |                        |                        |                        |                        |

## Prêmios
| Ano  | Recipiente  | Premiação                     | Categoria           | Resultado | Referência |
| ---- | ----------- | ----------------------------- | ------------------- | --------- | ---------- |
| 2017 | Jeon Soyeon | Hip Hop Hallyu Culture Awards | Prêmio Popularidade | Venceu    | [ 19 ]     |

Soyeon venceu a categoria de "Best Rapper 2019" no Kpop Awards competindo com J-Hope, RM (rapper), Bewhy e Epik High sendo a única idol feminina da categoria.